# Driscoll (Texas)
Pour les articles homonymes, voir Driscoll.
Driscoll est une ville située à l'ouest du comté de Nueces, au Texas, aux États-Unis,.

## Démographie
Lors du recensement de 2010, la ville comptait une population de 739 habitants. Elle est estimée, en 2016, à 744 habitants.

### Source de la traduction
- (en) Cet article est partiellement ou en totalité issu de l’article de Wikipédia en anglais intitulé « Driscoll, Texas » (voir la liste des auteurs).